# Giovanni Francesco Surchi

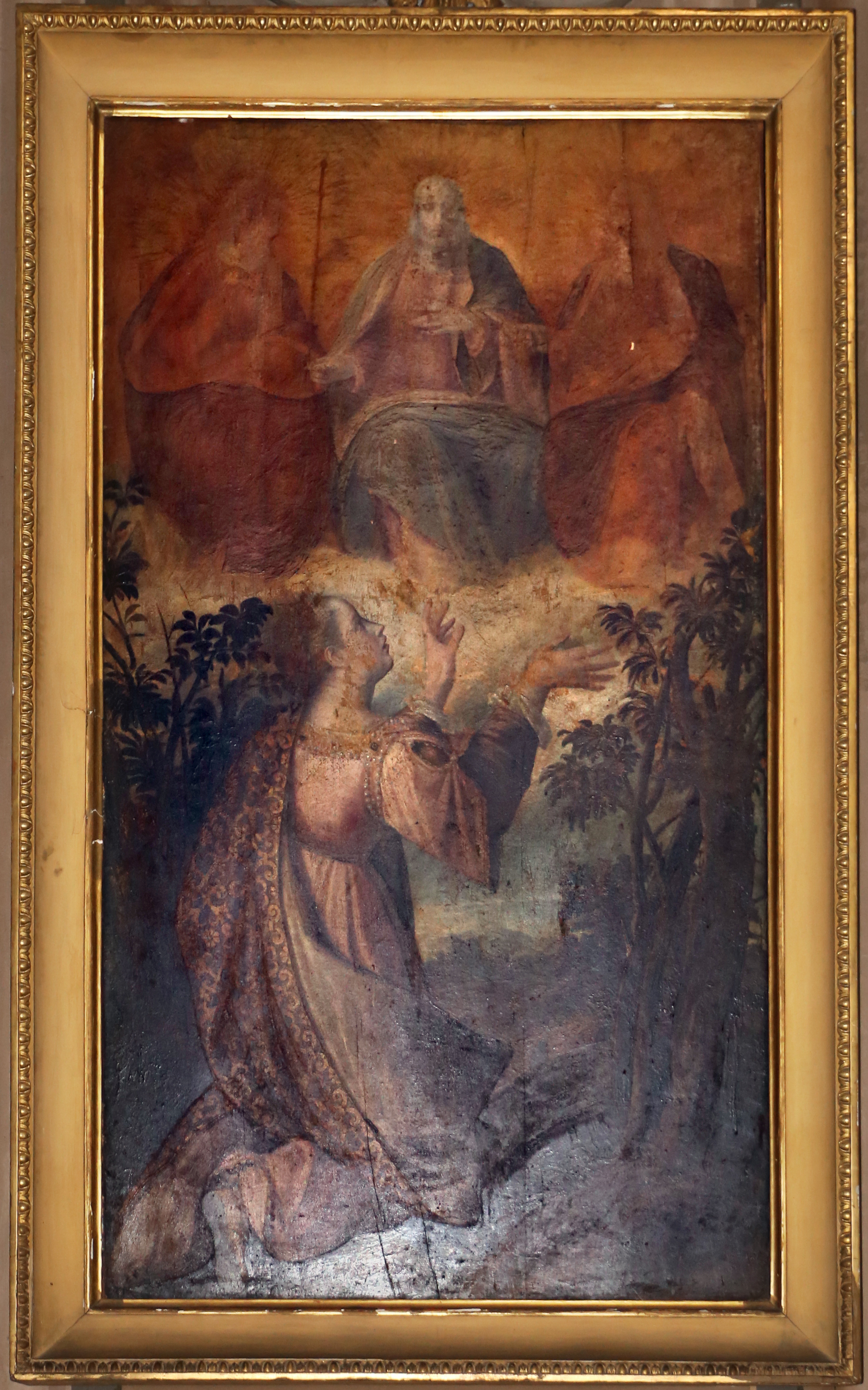
Saint Caterine el la Trinité, Ferrara Cathedral

Giovanni Francesco Surchi  dit Il Dielai (Ferrare, ... - v.1590) est un peintre italien qui fut actif au XVIe siècle.

## Biographie
Giovanni Francesco Surchi a été un élève de Dosso Dossi de l'école ferraraise.

## Œuvres
- Nativité, église San Giovannino et couvent des Bénédictines, Ferrare.
- Portrait d'Ippolito Riminaldi.
- Crucifixion (tondo), huile sur bois,

## Sources
- (en) Cet article est partiellement ou en totalité issu de l’article de Wikipédia en anglais intitulé « Giovanni Francesco Surchi » (voir la liste des auteurs).
- Luigi Lanzi, Histoire de la peinture en Italie : depuis la renaissance des beaux-arts, jusques vers la fin du xviiie siècle, traduit par Armande Diundé-Defley, publié par H. Seguin, 1824.